# Bi-znatiželja
Bi-znatiželjan je pojam za osobu, obično onu koja je heteroseksualna, znatiželjna ili otvorena prema seksualnim aktivnostima s osobom čiji se spol razlikuje od spolnog odnosa njihovih uobičajenih seksualnih partnera. Pojam se ponekad koristi za opisivanje širokog kontinuuma seksualne orijentacije između heteroseksualnosti i biseksualnosti. Takvi kontinuumi uključuju uglavnom heteroseksualne ili uglavnom homoseksualne, ali oni se mogu identificirati bez identificiranja kao biseksualni. Pojmovi heterofleksibilni i homofleksibilni uglavnom se primjenjuju na bi-znatiželjnike, iako neki autori razlikuju heterofleksibilnost i homofleksibilnost kao nedostatak "želje za eksperimentiranjem sa seksualnošću" koju implicira bi-znatiželjna oznaka.

## Etimologija
Pojam je počeo postajati popularan nakon 1984. godine, prema Merriam-Webster, ali The New Partridge Dictionary of Sleng and Unconventional English i Oxford Dictionaries 'Lexico tvrde da je taj izraz nastao 1990.